# Braille árabe
Braille árabe (en árabe: ريل عربية‎, birēl ʻarabīyah), es la signografía utilizada para el idioma árabe. La lectoescritura árabe tiene algunos rasgos propios, se lee y escribe de derecha a izquierda. La primera adaptación del braille al árabe, parece haber sido obra de una misionera inglesa llamada Lovell (1870). En 1948 se revisan las diferentes signografías del braille árabe, tanto de la Oficina Colonial Británica y del Instituto Nacional para Ciegos, de Londres. En un principio, había 9 signografías diferentes para la adaptación, que eran: 1. Braille Lovell, Egipto; 2. Braille egipcio oficial moderno; 3. Braille Dajani, Jordaiiia Hachemita; 4. Braille Vienot Bourgin, Marruecos; 5. Padres Carmelitas, Irak; 6. Arábigo internacional, Edition de la Roue; 7. Adaptación alemana; 8. Braille indio unificado (alfabeto arábigo) y 9. Braille indio “standard” (alfabeto arábigo).
Cuatro de los sistemas braille, egipcio Lovell, egipcio oficial, jordano hachemita y marroquí se leían de derecha a izquierda y los otros cinco, braille irakiano, magrebí, alemán, indio unificado e indio “standard”, de
izquierda a derecha. Cuatro de esos sistemas (Braille irakiano, magrebí, alemán e indio “standard”) se basaban en valores fonéticos internacionales. Los números y los signos de puntuación de los sistemas braille irakiano, magrebí, alemán e indio unificado y “standard” eran internacionales. En los sistemas braille Lovell, egipcio oficial, jordano hachemita y marroquí, en cambio, solamente los números eran internacionales. El Braille indio unificado (alfabeto arábigo) no tenía ninguna relación fonética ni braille con los otros sistemas arábigos. Los sistemas Lovell, egipcio oficial, jordano hachemita y marroquí conservaban el principio de las secuencias coincidentes entre el de Luis Braille originario y el alfabeto arábigo, pero las letras del Braille estaban invertidas, leyéndose de derecha a izquierda. Las diferencias de sus signos se limitaban principalmente a las vocales y a las contracciones. En la última conferencia para el desarrollo y unificación del braille arábigo, que se celebró en Arabia Saudí (2002) y no se llegó a una unificación para el uso de la signografía en todos los países. El braille árabe unificado se utiliza en Catar y en los Emiratos Árabes Unidos. 

## Signografía braille árabe (unificado)
| ﺍ | Álif | a  | (1)    |  |  | ﺩ | dāl | d  | (145)   |  |  | ﺽ | ḍād  | ḍ  | (1246)   |  |  | ﻙ | kāf | k | (13)   |  |
| ﺏ | bā   | b  | (12)   |  |  | ﺫ | ḏāl | dh | (2346)  |  |  | ﻁ | ṭāʾ  | ṭ  | (23456)  |  |  | ﻝ | lām | l | (123)  |  |
| ﺙ | ṯāʾ  | th | (1456) |  |  | ﻝ | lām | r  | (1235)  |  |  | ﻅ | ẓā   | ẓ  | (123456) |  |  | ﻡ | mīm | m | (134   |  |
| ﺕ | tā   | t  | (2345) |  |  | ﺯ | zāī | z  | (1356)  |  |  | ﻉ | ayn  | ‘  | (12356)  |  |  | ﻥ | nūn | n | (1345) |  |
| ﺝ | ǧīm  | j  | (245)  |  |  | ﺱ | sīn | s  | (123)   |  |  | ﻍ | ġayn | gh | (123)    |  |  | ﻩ | hāʾ | h | (125)  |  |
| ﺡ | ḥā   | ḥ  | (156)  |  |  | ﺵ | šīn | sh | (146)   |  |  | ﻑ | fā   | f  | (124)    |  |  | ﻭ | wāw | w | (2456) |  |
| ﺥ | ḫāʾ  | kh | (1346) |  |  | ﺹ | ṣād | ṣ  | (12346) |  |  | ﻖ | qāf  | q  | (12345)  |  |  | ﻱ | yāʾ | y | (25)   |  |

## Ligaduras
| لَا | La | (1236) |  |  | إ | E  | (46)  |  |  | ؤ | Waw | (1256)  |  |
| ى  | -  | (135)  |  |  | آ | Aa | (345) |  |  | ئ | ya  | (13456) |  |
| أ  | A  | (34)   |  |  | ء | a  | (3)   |  |  | ة | _   | (16)    |  |

## Marcas diacríticas
| َ | fhata | (2)  |  |  | ُ | damma    | (136) |  |  | ٍ | kasratan | (35) |  |  | َ | fhata | (6)  |  |
| َِ | kasra | (15) |  |  | ً | fathatan | (23)  |  |  | ٌ | dammatan | (26) |  |  | ٌْ | sukun | (25) |  |

Las marcas diacríticas se escriben detrás de la letra, excepto el fhata que está delante de la letra.

## Números
| ؀  | signo de número | (3456)     |  |  | ٣ | 3 | (3456, 14)  |  |  | ٦ | 6 | (3456, 124)  |  |  | ٩ | 9 | (3456, 14)  |  |
| ١ | 1               | (3456, 1)  |  |  | ٤ | 4 | (3456, 145) |  |  | ٧ | 7 | (3456, 1245) |  |  | ٠ | 0 | (3456, 245) |  |
| ٢ | 2               | (3456, 12) |  |  | ٥ | 5 | (3456, 15)  |  |  | ٨ | 8 | (3456, 125)  |  |  |   |   |             |  |